# Claudio Sulser
Claudio Sulser (Lugano, 8 de outubro de 1955), é um ex-futebolista suíço que atuava como atacante.

## Carreira
Durante sua carreira em clubes, Sulser jogou pelo Mendrisio-Stabio, Vevey-Sports 05, Grasshopper e Lugano. Ele também representou a Seleção Suíça.

### Dirigente
Atualmente é o presidente do comitê de ética da FIFA, e é o chefe da investigação do escândalo de compras de votos para sediar a Copa do Mundo FIFA de 2018 e 2022.

## Títulos

### Clube
Grasshopper
- Swiss Super League – 1977-78, 1981-82, 1982-83, 1983-84
- Copa da Suíça – 1983

Servette
- Swiss Super League – 1984-85
- Copa da Suíça – 1984

### Individual
- Artilheiro da Swiss Super League – 1979-80, 1981-82
- Futebolista Suíço do Ano – 1982
- Artilheiro Liga dos Campeões da UEFA – 1978-79